# Conops elegans
Conops elegans là một loài ruồi thuộc chi Conops trong họ Conopidae.